# Katharinenrieth
Katharinenrieth è un ex comune tedesco di 221 abitanti, situato nel land della Sassonia-Anhalt. Dal 1º gennaio 2010 infatti è stato incorporato come frazione, insieme ai comuni di Beyernaumburg, Emseloh, Holdenstedt, Liedersdorf, Mittelhausen, Niederröblingen, Nienstedt, Pölsfeld, Sotterhausen e Wolferstedt alla città di Allstedt.
Nel suo territorio scorre il fiume Helme.